# Ommatius lucifer
Ommatius lucifer là một loài ruồi trong họ Asilidae. Ommatius lucifer được Walker miêu tả năm 1858. Loài này phân bố ở miền Australasia.